# مواب (يوتا)
مواب (بالإنجليزية: Moab, Utah)‏ هي مدينة تقع في الولايات المتحدة في مقاطعة غراند، يوتا.  يقدر عدد سكانها بـ 5,093 نسمة ومساحتها 9.4 كم2  ووترتفع عن سطح البحر 1,227 متر.

## التركيبة السكانية
حدّد مكتب تعداد الولايات المتحدة بيانات التركيبة السكانية لمواب في تعداد الولايات المتحدة. في ما يلي، التركيبة السكانية حسب تعدادي 2000 و2010.

### تعداد عام 2000
بلغ عدد سكان مواب 4,779 نسمة بحسب تعداد عام 2000، وبلغ عدد الأسر 1,936 أسرة وعدد العائلات 1,170 عائلة مقيمة في المدينة. في حين سجلت الكثافة السكانية 384.8 نسمة لكل كيلومتر مربع (996.6/ميل2). وبلغ عدد الوحدات السكنية 2,148 وحدة بمتوسط كثافة قدره 172.9 لكل كيلومتر مربع (447.8/ميل2).
وتوزع التركيب العرقي للمدينة بنسبة 90.35% من البيض و0.36% من الأمريكيين الأفارقة و5.46% من الأمريكيين الأصليين و0.29% من الأمريكيين ذوي الأصول الآسيوية و0.08% من سكان جزر المحيط الهادئ و1.88% من الأعراق الأخرى و1.57% من عرقين مختلطين أو أكثر و6.44% من الهسبانيون أو اللاتينيون من أي عرق.
بلغ عدد الأسر 1,936 أسرة كانت نسبة 33.7% منها لديها أطفال تحت سن الثامنة عشر تعيش معهم، وبلغت نسبة الأزواج القاطنين مع بعضهم البعض 44.4% من أصل المجموع الكلي للأسر، ونسبة 12.3% من الأسر كان لديها معيلات من الإناث دون وجود شريك،  بينما كانت نسبة 3.7% من الأسر لديها معيلون من الذكور دون وجود شريكة وكانت نسبة 39.6% من غير العائلات. تألفت نسبة 31.2% من أصل جميع الأسر من عدة أفراد يعيشون في نفس المنزل ونسبة 11.4% كانت تتألف من شخص يعيش بمفرده يبلغ من العمر 65 عاماً أو أكثر. وبلغ متوسط حجم الأسرة المعيشية 2.43، أما متوسط حجم العائلات فبلغ 3.10.
بلغ العمر الوسطي للسكان 35.5 عاماً. وكانت نسبة 27.4% من القاطنين تحت سن الثامنة عشر، وكانت نسبة 8.3% بين الثامنة عشر والرابعة والعشرين عاماً، ونسبة 27.9% كانت واقعةً في الفئة العمرية ما بين الخامسة والعشرين والرابعة والأربعين عاماً، ونسبة 21.6% كانت ما بين الخامسة والأربعين والرابعة والستين، ونسبة 13.1% كانت ضمن فئة الخامسة والستين عاماً فما فوق. يوجد لكل 100 أنثى 94.9 ذكر، ويوجد لكل 100 أنثى في الثامنة عشر من عمرها فما فوق 92.4 ذكر.
بلغ متوسط دخل الأسرة في المدينة 32,620 دولارًا، أما متوسط دخل العائلة فبلغ 38,214 دولارًا. وكان متوسط دخل الذكور 35,291 دولارًا مقابل 21,339 دولارًا للإناث. وسجل دخل الفرد الخاص بالمدينة 16,228 دولارًا. وكانت نسبة 12% من العائلات ونسبة 15.7% من السكان تحت خط الفقر، وكان من هؤلاء نسبة 18.9% تحت سن الثامنة عشر ونسبة 10.5% في الخامسة والستين من العمر وما فوق.

### تعداد عام 2010
بلغ عدد سكان مواب 5,046 نسمة بحسب تعداد عام 2010، وبلغ عدد الأسر 2,109 أسرة وعدد العائلات 1,211 عائلة مقيمة في المدينة. في حين سجلت الكثافة السكانية 406.3 نسمة لكل كيلومتر مربع (1,052.3/ميل2). وبلغ عدد الوحدات السكنية 2,366 وحدة بمتوسط كثافة قدره 190.5 لكل كيلومتر مربع (493.4/ميل2).
وتوزع التركيب العرقي للمدينة بنسبة 85.33% من البيض و0.44% من الأمريكيين الأفارقة و5.89% من الأمريكيين الأصليين و0.87% من الأمريكيين ذوي الأصول الآسيوية و0.06% من سكان جزر المحيط الهادئ و5.47% من الأعراق الأخرى و1.94% من عرقين مختلطين أو أكثر و12.80% من الهسبانيون أو اللاتينيون من أي عرق.
بلغ عدد الأسر 2,109 أسرة كانت نسبة 29.4% منها لديها أطفال تحت سن الثامنة عشر تعيش معهم، وبلغت نسبة الأزواج القاطنين مع بعضهم البعض 39.6% من أصل المجموع الكلي للأسر، ونسبة 12.7% من الأسر كان لديها معيلات من الإناث دون وجود شريك،  بينما كانت نسبة 5.2% من الأسر لديها معيلون من الذكور دون وجود شريكة وكانت نسبة 42.6% من غير العائلات. تألفت نسبة 31.7% من أصل جميع الأسر من عدة أفراد يعيشون في نفس المنزل ونسبة 10.9% كانت تتألف من شخص يعيش بمفرده يبلغ من العمر 65 عاماً أو أكثر. وبلغ متوسط حجم الأسرة المعيشية 2.36، أما متوسط حجم العائلات فبلغ 2.98.
بلغ العمر الوسطي للسكان 37.3 عاماً. وكانت نسبة 24% من القاطنين تحت سن الثامنة عشر، وكانت نسبة 8.1% بين الثامنة عشر والرابعة والعشرين عاماً، ونسبة 27.8% كانت واقعةً في الفئة العمرية ما بين الخامسة والعشرين والرابعة والأربعين عاماً، ونسبة 27.1% كانت ما بين الخامسة والأربعين والرابعة والستين، ونسبة 13% كانت ضمن فئة الخامسة والستين عاماً فما فوق. وتوزع التركيب الجنسي للسكان بنسبة 49.5% ذكور و50.5% إناث.

## أعلام
- جاك بوير
- ريكس بيري
- كاي دالتون